# Чемпіонат НДР з хокею 1957—1958
Чемпіонат НДР з хокею 1958 — чемпіонат НДР, чемпіоном став клуб «Динамо» (Вайсвассер).

## Підсумкова таблиця
| М  | Команда                   | І  | Пер | Н | Пор | Ш     | О  |
| -- | ------------------------- | -- | --- | - | --- | ----- | -- |
| 1. | «Динамо» (Вайсвассер)     | 10 | 9   | 0 | 1   | 71:12 | 18 |
| 2. | Вісмут (Карл-Маркс-Штадт) | 10 | 7   | 1 | 2   | 47:25 | 15 |
| 3. | БСГ Айнхайт (Берлін)      | 10 | 5   | 1 | 4   | 54:49 | 11 |
| 4. | СК «Динамо» (Берлін)      | 10 | 3   | 3 | 4   | 30:40 | 9  |
| 5. | ТСК Обершоневайде         | 10 | 2   | 0 | 8   | 24:77 | 4  |
| 6. | СГ «Динамо» (Росток)      | 10 | 1   | 1 | 8   | 27:50 | 3  |

Скорочення: М = підсумкове місце, І = ігри, Пер = перемоги, Н = нічиї, Пор = поразки, Ш = закинуті та пропущені шайби, О = набрані очки